# セルゲイ・サゾーノフ
セルゲイ・ドミトリエヴィッチ・サゾーノフ（ロシア語: Серге́й Дми́триевич Сазо́нов, ラテン文字転写: Sergei Dmitrievich Sazonov, 1860年8月10日 – 1927年12月25日）は、ロシア帝国の政治家・外交官。1910年11月から1916年7月まで帝政ロシアの外務大臣を務めた。第一次世界大戦勃発に至るまで、彼がロシア外相として、どの程度関わっているのかは激しい議論の対象となっており、ある歴史家は彼には早急かつ挑発的な動員をおこなった責任があるとして彼を非難し、また、ある歴史家は彼が「国際関係なかんづくバルカン半島における緊張関係を減らす」ということこそ彼の主要関心事であったと主張する。

## 初期の経歴
リャザンの地主貴族出身で、さほど高貴な出自とはいえないサゾーノフは、ピョートル・ストルイピン首相にとっては義理の兄弟であり、ストルイピンは彼のキャリアを引き上げるにあたって最善を尽くした。名門校ツァールスコエ・セロー・リツェイを卒業したサゾーノフは、ロンドンの駐英大使館勤務、次いでヴァティカン市国の外交使節団勤務となり、1906年3月にはその使節団長となった。1909年6月26日、サゾーノフはサンクトペテルブルクに召還され、外務次官に任命された。やがてアレクサンドル・イズヴォリスキー外相の後任大臣に任命された彼は、ストルイピンが定めた政治方針に従った。

## 外務大臣として

### ポツダム協定
サゾーノフは、正式に外務大臣に任命される直前の1910年11月4日から6日までベルリン近郊のポツダムで開かれたロシア皇帝ニコライ2世とドイツ皇帝ヴィルヘルム2世の会談に出席した。この動きは、ボスニア危機のあいだロシアの国益に対するイギリスの裏切りを認め、それを非難することが意図されていた。実際、イギリス外相エドワード・グレイは「ドイツとロシアのデタント（和解）」の前ぶれに深刻な危機感をいだいたのである。 
2人の君主は、「肥沃な三日月地帯」がドイツ帝国にもたらすと期待される相当な地政学的影響、および、ドイツの野心的な計画であるバグダード鉄道について話し合った。ロシアは、ペルシャ立憲革命を背景として、将来、カナキン-テヘランの鉄道支線を統制下に置くことを切望した。2つの大国は、1911年8月11日に独露ポツダム協定を調印して利害の調整を図り、ロシアにはイラン北部での行動の自由が認められた。サゾーノフはその間病気であり、彼の不在時には外務省はアナトリー・ネラトフが率いていた。しかしながら、サゾーノフが望んだように、ペルシャとヨーロッパを結ぶ最初の鉄道はロシアにその南接する領域への影響力拡大をもたらすこととなったのである。
当初の約束にもかかわらず、ロシアとドイツの連帯は1913年に崩壊した。同年、ドイツ皇帝がトルコ軍の再編成とコンスタンティノープル守備隊の監督のため将軍1名を派遣し、「ボスポラス海峡の要塞の上には間もなくドイツの旗がひるがえるであろう」と述べ、ロシアの輸出の5分の2を占める重要な貿易上の動脈（ボスポラス海峡）の封鎖をほのめかしたのである。

### 日露の協約
ドイツとの関係に固執していたにもかかわらず、サゾーロフは極東におけるロシアの国益にも注意を払っていた。日露戦争での大きな痛手をきっかけに、彼は日本に向け着実に友誼を申し込んだ。その結果、1912年7月8日、サンクトペテルブルクで、内モンゴルにおける双方の国益にかかわる境界画定に関する秘密協定が結ばれた（第三次日露協約）
。両国は内モンゴルを外モンゴルから政治的に切り離すことを決定した。4年後、サゾーノフは中国における両国の国益を守るために日本とのあいだに攻守同盟（1916年7月3日の第四次日露協約）を結んで、自らの業績に加えた。

### 第二次バルカン戦争
1913年にブルガリア王国がセルビア王国とギリシャ王国を攻撃したことで始まった第二次バルカン戦争においては、ニコライ2世はスラヴ人の同盟国を失いたくなかったため紛争を阻止しようとしてブルガリア・セルビア両国の王に同じ文面の親書を送り、1912年のセルビア・ブルガリア条約に基づく仲介を申し出たが不調に終わり、ブルガリアのロシアへの返答は最後通牒の様相を呈した。ロシアではブルガリアがすでにセルビアとの戦争を決めたとの見方が広がり、結局、ロシアは仲介の申し出を取りやめ、1902年のブルガリア同盟条約を解消した。ロシアがオーストリア＝ハンガリー帝国の拡張主義を防ぐために何十年もかけて築いてきたバルカン同盟をブルガリアが破壊しようとしているように、ロシアでは受け止められたのである。サゾーノフはブルガリア首相ストヤン・ダネフに対し、「私たちから何も期待せず、1902年から今までの全ての協定はその存在を忘れてください」と述べている。結果的にブルガリアは敗北し、第一次バルカン戦争で得た領土を、セルビア、ルーマニア、ギリシャに割譲しなければならなくなった。

### 第一次世界大戦

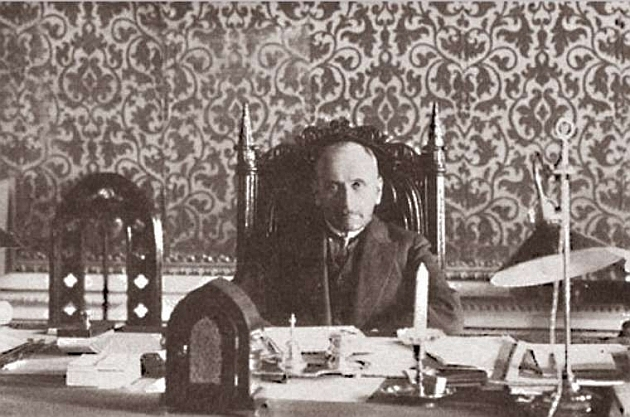
帝政ロシア末期の外相セルゲイ・サゾーノフ

ヨーロッパにおける主な軍事紛争が顕在化するにあたって、ロシア外相のもう一つの懸念はハプスブルク家の勢力衰退に抗し、主としてバルカン問題のカードを切ることによってオーストリア＝ハンガリー帝国を孤立させることであった。サゾーノフはバルカン政治においては穏健派とみられていたので、外務省は「頑強な汎スラヴ主義に沿わなかったために頻繁にナショナリストたちの攻撃を受けた」のであった。
「セルビア人以上にセルビア人」と呼ばれたドイツ系ロシア帝国外交官ニコラス・ハートヴィヒのような汎スラヴ主義の過激な論者が、ツァーリの保護の下で相互に対立する南スラヴ諸国の連合を目指したのに対し、サゾーノフが個人的に、これらの見解を共有したり、奨励したりしたという形跡はみられない。ともあれ、オーストリアとドイツではロシアがベオグラードや他のスラヴ系諸国家の首都において汎スラヴ主義を助長したのだと説明され、1914年6月のサライェヴォ事件や世界大戦勃発においてその好戦的な態度には何らかの責任があるとみなされたのである。セルビアはロシアの従属国であった。オーストリアがセルビアを攻撃することは、ロシアの南下政策に大打撃を与え、ロシアのスラヴ諸民族に対する威信も保てなくなるので、ロシアはオーストリアに対しては常に反対の意向を示した。サゾーノフは、しばしばオーストリアの強硬姿勢を責め、セルビアの背後の勢力として睨みをきかせた。蔵相だったセルゲイ・ウィッテはこのとき政界を引退していたが、世界大戦にロシアが巻き込まれることには反対であった。また、ロシアの軍事行動には、フランス駐露大使のモーリス・パレオローグがサゾーノフ外相に抗議している。
オーストリア大公のフランツ・フェルディナントが暗殺されたのち、ロシアはオーストリアに対し、セルビアを防衛した。サゾーノフは、オーストリアに対し、「従属国に対するいかなる攻撃に対しても軍事的に対応するであろう」との警告を発した。
1914年7月24日から翌25日のロシアの大臣会議では、ロシア陸軍100万人以上、バルチック艦隊、黒海艦隊を秘密裏に部分動員することが取り決められた。この部分動員策はオーストリア＝ハンガリーのみに対して動員する意図であったが、第一次世界大全全体からみれば少なからぬ混乱を招いた原因のひとつであったことは間違いない。部分動員はセルビアが最後通牒を拒否する前、オーストリアがセルビアに宣戦する前、さらにドイツが何ら軍事的手段をとっていない段階で行われたものだったからである。サゾーノフは戦争は不可避であると覚悟しており、オーストリア＝ハンガリーがセルビア民族統一主義に対して対抗措置をとる権利を認めなかった。一方で、サゾーノフは民族主義に歩調を合わせ、オーストリア＝ハンガリー帝国の崩壊を期待していた。決定的だったのは、フランスが数日前の公式訪問において、ロシアの強硬な対応に明快な支援を与えたことである。7月21日、フランス大統領レイモン・ポアンカレは、駐露オーストリア大使に「ロシアの人民はセルビアの親友であり、フランスはロシアの同盟国である」と述べてオーストリア政府に警告を発した。フランスの支援とロシアの強硬な態度は、セルビアを勇気づけ、その政治判断に影響をあたえたのである。
7月24日、オーストリアの対セルビア最後通牒を見たサゾーノフは思わず「戦争だ!」と叫んだという。この日、サゾーノフはイギリスの出方をさぐるべく、フランス大使パレオローグとイギリス公使ジョージ・ブキャナンの3人で会談をひらいた。オーストリアの強気の姿勢の背後にドイツ帝国の意向があることでは三人の意見は一致した。パレオローグが、大統領とツァーリが会談し、決然行動を盟約した以上、フランスとして必要なことはすると答えたのに対し、セルビアに直接の利害関係をもたないイギリス大使の答えは中立を欲するものと確信するというものであった。サゾーノフは、「現在の危機にあたって、イギリスが中立を守ろうとするのは自殺を意味する」と答えている。
オーストリアの主戦的態度がはっきりしてくると、セゾーノフも軍部と見解をともにするようになり、28日には総動員が決議され、29日には動員が実行された。7月31日、ドイツの最後通牒がドイツ大使フリードリヒ・フォン・プルタレスよりサゾーノフに手渡され、ロシアが12時間以内に独・墺への動員を中止しなければドイツは全陸軍を動員すると通告した。サゾーノフは動員中止を拒否したので、8月1日、ドイツの宣戦布告文を受け取った。
大戦の火ぶたが切られると、サゾーノフは、ルーマニア王国が独・墺（三国同盟）側に加わるのを防ぐために動き、1915年3月、ボスポラス海峡、コンスタンティノープル、ダーダネルス海峡のヨーロッパ側などをロシアの同盟国から奪い、戦後占領することを黙認した。1914年10月1日には、サゾーノフは、もしルーマニアが三国協商（英・仏・露）側に味方するなら、オーストリア領のトランシルヴァニア、ブコヴィナ、バナトの主権はルーマニアに委譲されるだろうと、書面を以てルーマニアに保証した。一般的に、「彼の冷静で礼儀正しい丁寧な態度は、連合国の関係を実り豊かなものとして維持するのに大いに貢献した」のである。
彼はまた、1914年10月にロシア軍兵士がチェコ難民を撃たないようにするために、トマーシュ・マサリク教授の声明を受け入れた。
サゾーノフはロンドンにおいては好意的にみられていた。しかし、ツァーリナ・アレクサンドラ（ニコライ2世の皇后アレクサンドラ・フョードロヴナ。ヘッセン大公ルートヴィヒとヴィクトリア王女アリスの四女）のドイツ系親族は彼の解雇を強く促し 、これはサゾーノフがポーランドに自治権を付与するという提案を表明した直後の7月10日に実現した。

## 晩年

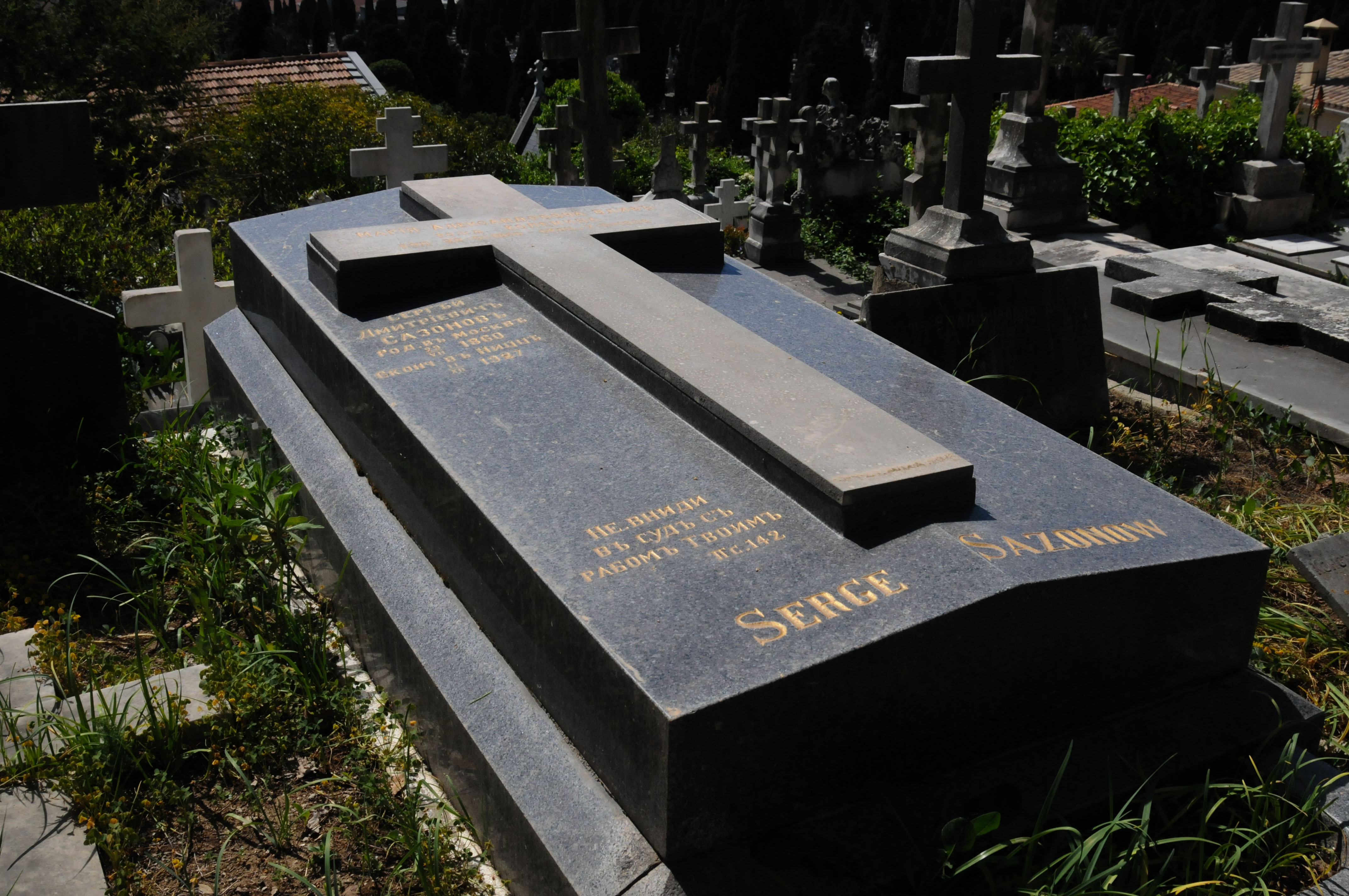
セルゲイ・サゾーノフの墓

1917年初頭、サゾーノフは在イギリス大使に任命されたが、二月革命に遭遇し、ロシアにとどまる必要があることに気付いた。 彼はボルシェヴィズムに反対し、アントーン・デニーキンに国際問題について助言し、アレクサンドル・コルチャーク白軍提督率いる反共主義（反ボルシェヴィキ）の政府に参加し、その外務大臣となった。 1919年、彼はパリ講和会議に臨時全ロシア政府の代表として参加し、同政府をロシアの正統政府として連合国に承認させ、支持を取りつけた。 サゾーノフは、最後の年をフランスで過ごし、回顧録を書き記した。1927年、彼は南仏のニースで死去し、同地に葬られた。